# Rick Braun
Rick Braun, geboren als Richard Carl Braun (Allentown (Pennsylvania), 6 juli 1955) is een Amerikaanse jazztrompettist, -zanger en producent.

## Biografie
De moeder van Braun was een autodidactische pianiste en banjoïste. Braun speelde drums op de middelbare school en volgde zijn broer op de trompet. Tijdens de jaren 1970 ging hij naar de Eastman School of Music en als student werd hij lid van de jazzfusionband Auracle, die samenwerkte met producent Teo Macero en Braun co-produceerde het tweede album. Tijdens de jaren 1980 betrad hij de wereld van de popmuziek. Hij bracht een album uit in Japan als zanger en werkte vervolgens als songwriter voor Lorimar (Warner Chappell). Hij schreef het nummer Here with Me met REO Speedwagon, dat een top 20 hit werd. Toen hij terugkeerde naar de trompet, werkte hij als studiomuzikant en tourneelid met Crowded House, Natalie Cole, Glenn Frey, Tom Petty, Sade, Rod Stewart, Tina Turner en War. Hij bracht zijn debuut soloalbum Intimate Secrets (Mesa, 1992) uit, gevolgd door Night Walk en Christmas Present. Toen hij Beat Street in 1995 uitbracht, nam zijn populariteit voldoende toe, dat hij werd overgehaald om een solocarrière na te streven.
Hij noemde Miles Davis, Lee Morgan, Chet Baker, Clark Terry, Dizzy Gillespie en Herb Alpert als invloeden en de laatste inspireerde zijn album All It Takes, inclusief het nummer Tijuana Dance (een eerbetoon aan Alperts band Tijuana Brass). Een van zijn invloeden was Freddie Hubbard en Braun schreef in 2008 het nummer Freddie Was Here, dat hij opnam op zijn album All it Takes als eerbetoon aan Hubbard, die dat jaar overleed. Hij behaalde verschillende tophits met Kisses in the Rain (#1), R n R (#1), All It Takes (#2) en Can You Feel It (#1), samen met het in de hitlijsten brengen op de traditionele jazzalbums in 2011 met het vocale album Sings with Strings (#9). Braun treedt op in de band BWB, met saxofonist Kirk Whalum en gitarist Norman Brown. Hij trad live op met bekende muzikanten als Candy Dulfer, Dave Koz, Jackiem Joyner en Peter White. In 2005 richtte hij samen met saxofonist Richard Elliot de ARTizen Music Group op (nu bekend als Artistry Music) en had ooit Rykodisc als distributeur. Braun won tweemaal de «Artist of the Year» van Gavin Report.

## Discografie

### Albums
- 1992: Intimate Secrets (Mesa/Bluemoon)
- 1994: Night Walk (Mesa/Bluemoon)
- 1994: Christmas Present: Music of Warmth & Celebration (Mesa/Bluemoon)
- 1995: Beat Street (Mesa/Bluemoon)
- 1997: Body and Soul (Mesa/Bluemoon)
- 1998: Full Stride (Atlantic Records)
- 2000: Shake It Up (Warner Bros. Records) met Boney James
- 2001: Kisses in the Rain (Warner Bros. Records)
- 2003: Esperanto (Warner Bros. Records)
- 2005: Yours Truly (Artizen)
- 2006: Sessions: Volume 1 (Artizen)
- 2007: R n R (Artizen) met Richard Elliot
- 2009: All It Takes (Artistry/Mack Avenue)
- 2011: Sings with Strings (Artistry/Mack Avenue)
- 2012: Swingin' in the Snow (Brauntosoarus/CD Baby)
- 2014: Can You Feel It (Artistry/Mack Avenue)
- 2017: Around the Horn (Shanachie)
- 2019: Crossroads

### BWB (Rick Braun, Kirk Whalum, Norman Brown)
- 2002: Groovin' (Warner Bros. Records)
- 2013: Human Nature: The Songs of Michael Jackson (Heads Up)
- 2016: BWB (Mack Avenue)

### Compilaties
- New Age Music & New Sounds Vol. 67 – Liberty

### Meegeschreven songs
- Here With Me (met Kevin Cronin)

- Bibsys: 4024925
- Biblioteca Nacional de España: XX1608785
- Bibliothèque nationale de France: cb141587730 (data)
- Gemeinsame Normdatei: 135046262
- International Standard Name Identifier: 0000 0001 1451 0771
- Library of Congress Control Number: no00080902
- MusicBrainz: 5b6b8e54-c62b-4b9b-b191-788a5460ae03
- Virtual International Authority File: 87344970
- WorldCat: E39PBJyX3TgdpRdYhRTqqMcXVC